# ジャナカ

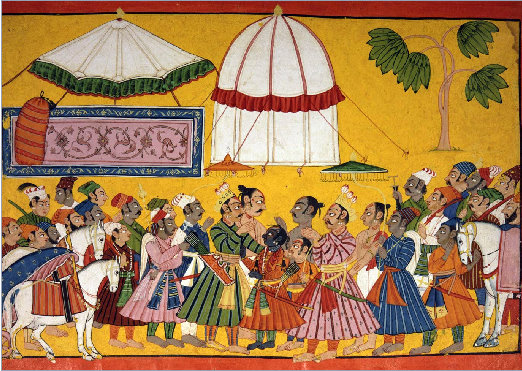
ジャナカがラーマ王子と彼の父親を迎え入れる図。

ジャナカ（サンスクリット語: जनक, ラテン文字転写: Janaka）は、インド神話の登場人物。
- ミティラー王家の始祖であるニミの子、あるいは孫。ニミが後継者なく崩じたとき、聖仙たちがニミの遺体をこすると、そこからジャナカが生まれたとされる。
- 上記のジャナカから20代目にあたる子孫。シーターの父（以下に説明）。

ジャナカ（Janaka）は、インドの叙事詩『ラーマーヤナ』の登場人物。イクシュヴァークの子ニミに由来するミティラーの王で、ニミの同名の息子ジャナカから数えて20代目にあたる。弟のクシャドヴァジャはサンカーシュヤの王。また彼の2人の娘シーター、ウールミラーは、それぞれアヨーディヤーの王子ラーマ、ラクシュマナの妻となった。
ジャナカの家系にはダクシャの祭祀に由来するシヴァ神の弓が伝えられていた。その弓をサンカーシュヤ王のスダンヴァンが奪おうとした。ジャナカはこれを拒んだため戦争となり、ジャナカはスダンヴァンを倒した。そして弟のクシャドヴァジャをサンカーシュヤの王とした。
あるときジャナカが祭壇を作るために大地を鋤で掘り起こしていると、土の中に1人の少女を発見した。ジャナカは彼女にシーターと名づけ、娘として養育した。
ジャナカはシーターが成長すると、王家に伝わるシヴァの弓に弦を張りうる者に娘を与えると誓った。ところがどんな求婚者もシヴァの弓に弦を張ることができなかった。求婚者たちは怒って団結し、戦争を起こしてシーターを奪おうとした。ジャナカは1年の間抗戦したが、次第に敗色が濃厚となり、勝つ望みがなくなったとき、神々に祈りを捧げた。すると神々は天の軍勢をミティラーに遣わし、ジャナカに勝利を与えた。
後にラーマ王子がヴィシュヴァーミトラの導きでシヴァの弓に挑戦したが、ラーマは弓に弦を張るどころか真っ二つに折ってしまった。そこでジャナカはシーターをラーマに嫁がせた。